# Verdi (Kalifornija)
Verdi je naseljeno područje za statističke svrhe u američkoj saveznoj državi Kalifornija. Prema popisu stanovništva iz 2010. u njemu je živjelo 162 stanovnika.